# Tutelina elegans
Tutelina elegans is een spinnensoort in de taxonomische indeling van de springspinnen (Salticidae).
Het dier behoort tot het geslacht Tutelina. De wetenschappelijke naam van de soort werd voor het eerst geldig gepubliceerd in 1846 door Nicholas Marcellus Hentz.